# 아이 러브 유 (2001년 영화)
"아이 러브 유"는 2001년에 개봉한 대한민국의 영화이다.

## 캐스팅
- 김남주 : 현수 역
- 오지호 : 지후 역
- 이서진 : 진성 역
- 서린 : 유진 역
- 김소형 : 라디오PD 역
- 민찬 : 작가 역
- 조정희 : 뮤직모델 역
- 임나유 : 어린 현수 역
- 김경호 : 어린 지후 역
- 서현석 : 어린 지성 역
- 김주연 : 어린 유진 역
- 전누리 : 고등현수 역
- 이정길 : 현수 부 역 (특별출연)
- 송옥숙 : 현수 모 역 (특별출연)